# Grande Centre Point Sukhumvit Terminal 21
Le Grande Centre Point Sukhumvit Terminal 21 est un gratte-ciel de 177 mètres de hauteur construit à Bangkok en Thailande de 2008 à 2011.
Il est situé en bordure de la rue Sukhumvit.
Il abrite un hôtel de 186 chambres et 312 logements, desservis par 19 ascenseurs , ainsi qu'un centre commercial appelé 'Terminal 21' d'une surface de vente de 55 000 m2.
L'architecte est l'agence chinoise P & T Group.

## Concept du centre commercial
Terminal 21 est un centre commercial qui reprend le design d'un aéroport avec notamment leurs signalétiques typiques. À chaque étage, il y a une ville différente qui est représentée à travers son architecture et ses boutiques typiques comme Paris, Rome, Tokyo, Londres, Istanbul ou encore San Francisco. Le centre commercial possède les plus grands escalators de Thaïlande, jusqu'à 36 mètres de haut 

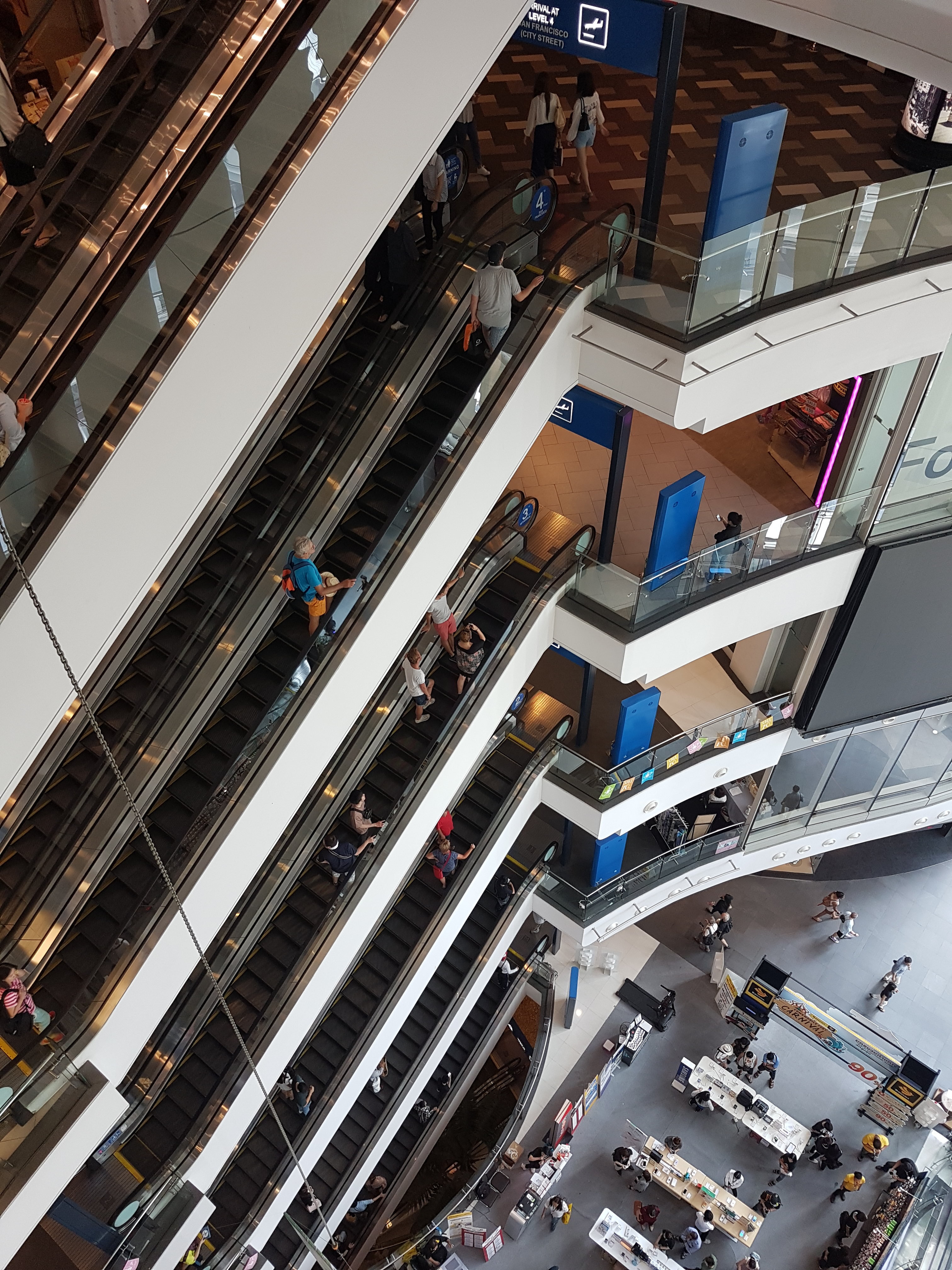
Escalators dans le centre commercial Terminal 21

### Étages

#### Étage LG - Caraïbes
Le thème de cet étage est la plage des Caraïbes, avec un décor de plage, une ancre de bateau et un phare. Il contient un Gourmet Market, des fast food, des banques, des librairies et des magasins de proximité.

#### Étage G - Rome
L'étage est très bien décoré, avec du marbre, des sculptures de figures mythologiques romaines et des peintures connues. Il y a des boutiques de luxe et de grandes marques. 

#### Étage M - Paris
L'étage avec sa colonne Morris, les lampadaires et les façades typiquement parisiennes comporte des boutiques de mode et de designer Thai ainsi que des boutiques de parfum et maquillage. il y a également des sculptures de l'Arc de Triomphe et de la tour Eiffel.

Signalétique du Terminal 21
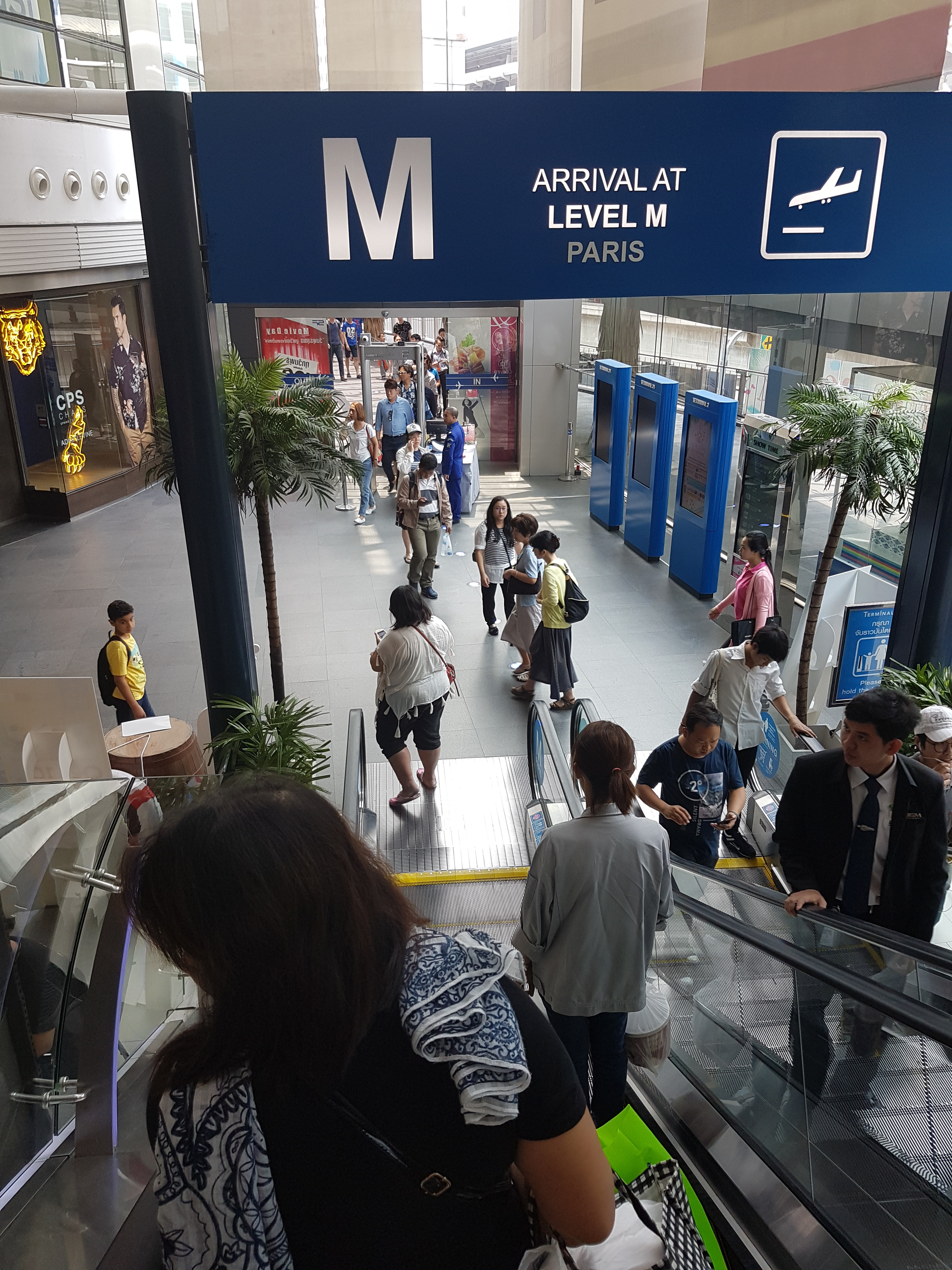
Étage M - Level Paris

#### 1er Étage - Tokyo
Cet étage s'inspire de l'allée commerçante Nakamise-Dōri et de la ville de Harajuku, avec des sculptures de Sumo, samurai, Maneki Neko et Torii. Il n'y a que des boutiques pour femmes.

#### 2ème Étage - Londres
Le Bus Impérial, la cabine de téléphone rouge, le métro, le Tower Bridge et l'Union Jack Flag sont bien représenté dans cet étage dédié à Londres. Il y a ici des petits magasins de vêtements pour hommes, jeans et articles de sport.

#### 3ème Étage - Istanbul
L'étage dédié à Istanbul comporte des petits magasins de chaussures, de sacs, bijoux, cadeaux et produits de décoration.

#### 4ème Étage - San Francisco (Ville)
Avec Rome, c'est l'étage le mieux décoré avec le pont du Golden Gate, et leurs trawmays typiques. Ici il y a d'excellents restaurants thaïlandais 

Étage de San Francisco
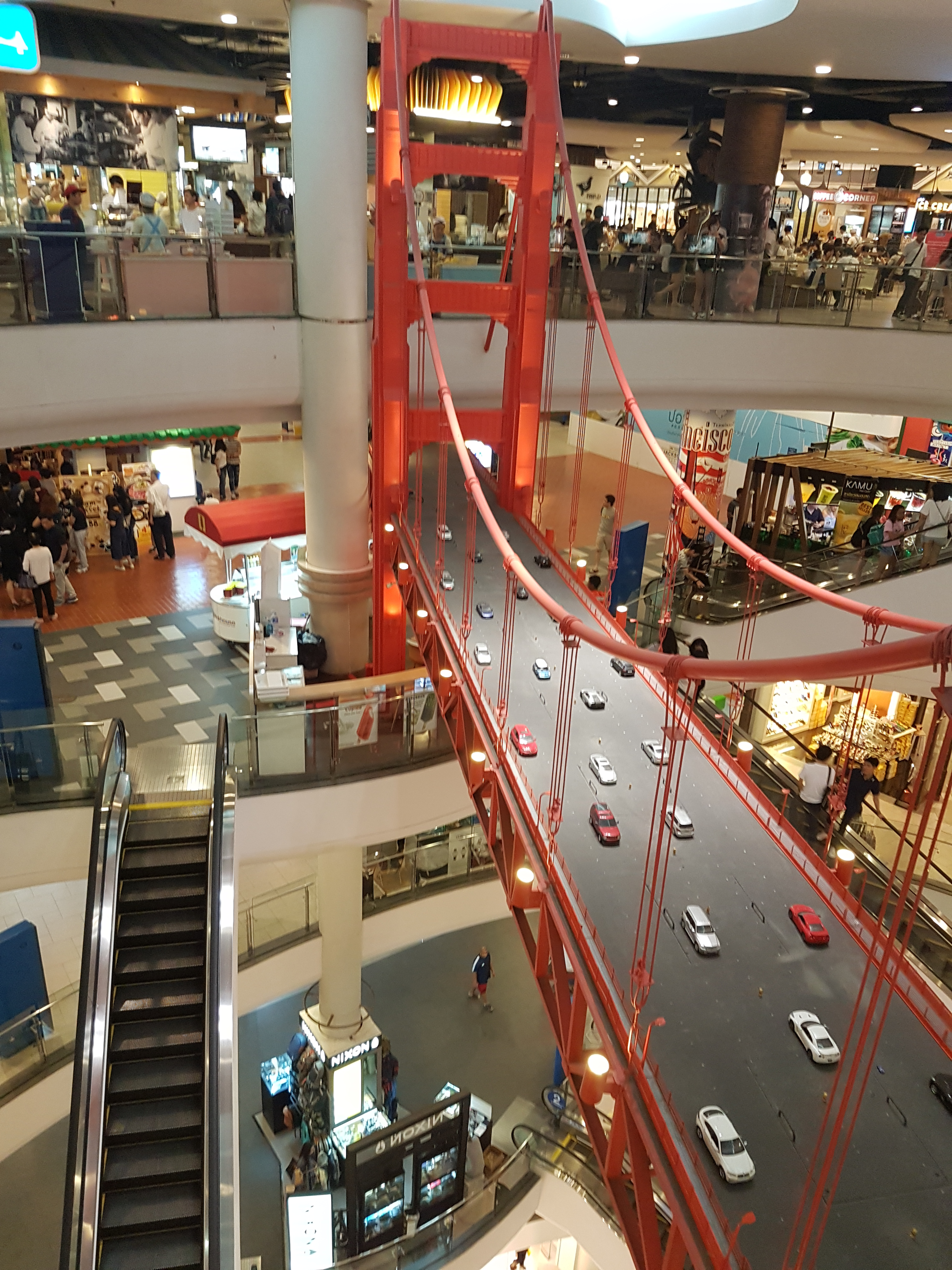
Pont du golden Gate au Terminal 21
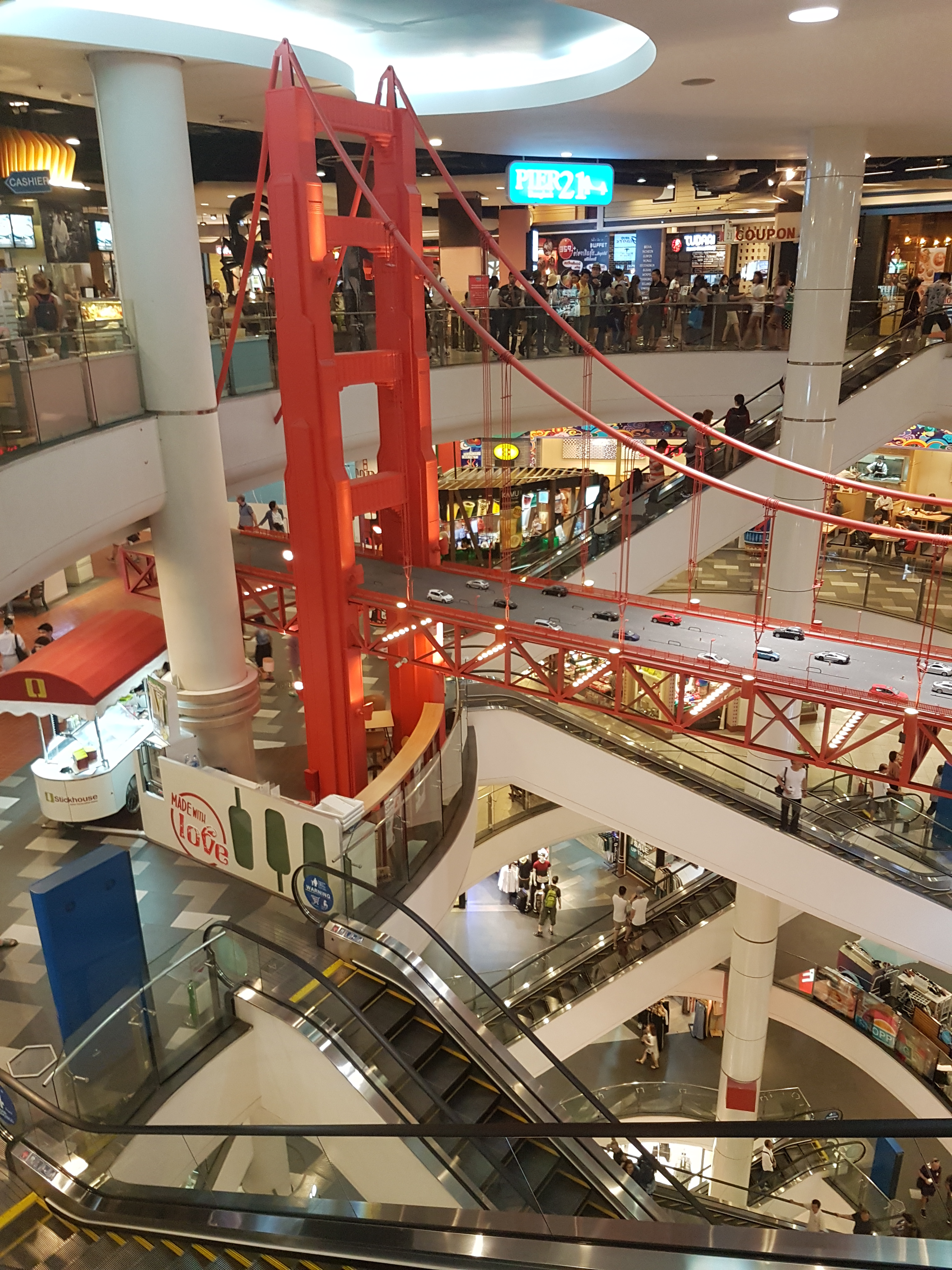
Pont du golden Gate au Terminal 21

#### 5ème Étage - San Francisco (Port)
Cet étage comporte les restaurants des pays du monde et une Aire de restauration Pier21, avec pour thème le village de pêcheur et le port de San Francisco.

#### 6ème Étage - Hollywood
Les studios, les statuettes des oscars ainsi que les lettres de Hollywood sont représentés ici. Cet étage comporte un cinéma avec 8 salles, un club de fitness et un spa ainsi qu'un stand de produits Hi-Tech.

## Principaux commerces
- Gourmet Market - Un supermarché
- SF Cinema City - 8 salles de cinémas, dont 2 avec de la diffusion 3D.
- H&M

## Emplacement
Situé dans le district de Watthana, à l'intersection de Sukhumvit et Asok. Relié au BTS Skytrain et au métro de Bangkok aux stations d'Asok et de Sukhumvit.

### Transports
- Station BTS : Asok - Sortie 1
- Station MRT : Sukhumvit - Sortie 3
- Bus: 2, 25, 38, 40, 136, 185, 501, 508, 511, 513